# Institut Iliade
L’Institut Iliade (en forme longue, l’Institut ILIADE pour la longue mémoire européenne) est un cercle de réflexion français d'extrême droite, fondé en 2014, qui appartient à la mouvance identitaire et se donne pour mission de défendre la « race blanche »,,.
L'association, présidée par Philippe Conrad, constitue, selon Jean-Yves Camus, une avant-garde idéologique du Rassemblement national. Elle est une héritière de la Nouvelle Droite.
L'association fonctionne comme une école de formation pour ses activistes d'extrême droite afin de diffuser une pensée xénophobe.

## Description
L'Institut Iliade est créé en 2014 à la suite du suicide de Dominique Venner devant le maître-autel de la cathédrale Notre-Dame de Paris, il voulait ainsi alerter sur le « péril » du « grand remplacement de la population de la France et de l’Europe » par « l’immigration afro-maghrébine ». L'Institut est cofondé par Philippe Conrad, (ancien du GRECE), Jean-Yves Le Gallou (ancien du Club de l’horloge, du GRECE, du Front national et du MNR), Bernard Lugan et Henry de Lesquen (alors président de Radio Courtoisie et du Carrefour de l’Horloge),,. Depuis sa fondation, son président est Philippe Conrad.
L'association, mi-école de formation, mi-cercle de réflexion, revendique l'héritage de la Nouvelle Droite « identitaire et nationaliste prêchant la différence entre les peuples » selon Le Monde, s'inspirant notamment des travaux intellectuels de Dominique Venner et d' Alain de Benoist,. Son emblème représente une chouette et un glaive.
L'institut Iliade se donne pour mission de former idéologiquement les nouvelles générations d’activistes. Considérant la culture comme un champ de bataille essentiel, il organise des formations et des colloques pour diffuser ses idées et, selon les mots de la conseillère régionale Isabelle Surply, fournir aux militants des « cartouches pour le combat culturel ».

## Idées
L'Institut s'inspire des écrits de Dominique Venner, essayiste d’extrême droite et ancien membre de l'OAS, notamment en ce qui concerne la continuité raciale de la population européenne depuis la Préhistoire,,. L'institut se situe dans la mouvance identitaire et prolonge le Groupement de recherche et d’études pour la civilisation européenne (GRECE), auquel Dominique Venner avait participé au côté d'Alain de Benoist. Selon l'historien Stéphane François, « Les militants qui se réclament de la logique identitaire font l’éloge de l’identité européenne, et plus largement « blanche » [...]. Ce courant s’est massivement diffusé depuis le début des années 2000, aidé par la mise en place de structures dynamiques, promouvant ces discours, comme l’Institut Iliade». L'Institut Iliade, «comme le montrent ses différentes publications, reprend la logique de défense de la « race blanche » promue à l’origine par le GRECE. Des groupes et des éditeurs ouvertement nazis/néonazis se réclament aujourd’hui de cette idéologie, car elle est historiquement moins connotée que le nazisme ».
L'Institut se donne pour mission de former le conscience de jeunes Européens au moyen de documents de propagande et de vidéos virales sur l'identité européenne, de livres et de colloques. Ainsi par exemple la thèse selon laquelle l’Europe serait envahie par les immigrés est véhiculée par une vidéo de l'Institut Iliade sous-titrée en plusieurs langues et diffusée sur de nombreux sites identitaires ; dès le début de la vidéo s'affiche le message « L’Europe n’est pas Lampedusa, c’est notre civilisation ! » (Lampedusa est une île italienne devenue au XXIe siècle un point d’entrée en Europe pour les migrants africains).
En 2020, l'association consacre son colloque annuel à « l'écologie enracinée ».

## Actions de l'association
L'institut propose un programme à visée pédagogique s'adressant aux « jeunes générations d'Européens qui auront à affronter les conséquences tragiques » des dynamiques culturelles et civilisationnelles du moment. Il diffuse ses idées à travers des rencontres, des écrits et une communication visuelle et vidéo axée sur l'identité européenne. Pour Libération, l'institut Iliade est « un mouvement qui forme de jeunes suprémacistes blancs - des héritiers de Génération identitaire (dissous pour son racisme et la violence de ses militants en 2021) aux intégristes d’Academia Christiana (visée par une procédure d’interdiction annoncée par les autorités en décembre 2020) ».
Depuis sa création, l'institut organise chaque année un colloque à la Maison de la Chimie. Ces événements attirent des militants instruits et issus plutôt de classes sociales aisées, assez nombreux. L'un des événements fondateurs de l'institut est une conférence sur le thème de « l'univers esthétique des Européens ». Celle-ci mettait en avant le caractère unique de l'art des Européens en tant qu'expression d'une esthétique et d'une éthique singulières (par opposition à « l'art contemporain »), et fondamentalement différentes de celles des autres civilisations. En avril 2022, l'événement accueille Renaud Camus, auteur de la théorie xénophobe et complotiste du grand remplacement qui y soutient Éric Zemmour dans une intervention intitulée « On ne remplace pas un peuple ».
L'institut Iliade a une activité éditoriale et publie divers ouvrages.
En mai 2023, la préfecture de police interdit une réunion en hommage à Dominique Venner, théoricien identitaire. Le préfet Laurent Nuñez invoque « des risques sérieux pour que, à l'occasion de cet hommage, des propos incitant à la haine et à la discrimination (...) soient tenus » et « considérant, en deuxième lieu, que l’Institut Iliade considère que cette réunion ne constitue pas “un simple événement d’hommage” mais plutôt “une célébration à poursuivre les actions contre l’accélération du grand remplacement afro-maghrébin”, que sur les réseaux sociaux, il appelle à la défense de la civilisation et à refuser le #GrandRemplacement et indique sur son site Internet ne pas vouloir vénérer des cendres mais “allumer des feux” »,. L’Institut Iliade annonce alors un double recours auprès du tribunal administratif et du Conseil d’État.
En novembre 2024, l'Institut Iliade organise un dîner de gala réunissant 200 personnes dans un hôtel particulier parisien pour lever des fonds destinés à la création du Cercle Europa, un club présenté comme « un lieu de rencontres pour les Européens ». Ce projet vise à ouvrir en mai 2025 un espace de 220 m² au cœur de Paris comprenant une librairie, une salle de conférences, un salon de travail et un bar. Il suscite des signalements au parquet de Paris de la part du sénateur Ian Brossat et de l'association SOS Racisme, accusant l'Institut Iliade de vouloir ouvrir un lieu de ségrégation ; ainsi que de la part du préfet de police, suspectant une provocation à la discrimination.

## Influence
En 2019, Marion Maréchal et le groupe Génération identitaire assistent à la sixième édition du colloque. Vincenzo Sofo y intervient sur le thème : « les frontières ou les invasions barbares »,,. Cette même année, l’association est présentée par Jean-Yves Camus comme une des avant-gardes idéologiques extérieures au parti du Rassemblement national au côté des Identitaires en publiant par exemple un livre intitulé Discriminer ou disparaître.
En 2021, Marion Maréchal prend la parole lors du colloque, aux côtés d'Alain de Benoist, de Jean-Yves Le Gallou, du député RN Hervé Juvin et du directeur de la revue Éléments, François Bousquet.
En 2022, deux des cofondateurs de l'institut, Jean-Yves le Gallou et Bernard Lugan, sont conseillers d'Éric Zemmour.
Le politologue Jean-Yves Camus estime que l’Institut Iliade constitue une école de formation de cadres plus efficace que l’ISSEP de Marion Maréchal.
En 2024, Anne Sicard, cadre de l'association, est élue députée du Val-d'Oise, apparentée au groupe Rassemblement national. En octobre 2024, elle rejoint Identité-Libertés (IDL), parti d'extrême droite dirigé par Marion Maréchal .